# Ritešić
Ritešić (cyr. Ритешић) – wieś w Bośni i Hercegowinie, w Republice Serbskiej, w mieście Doboj. W 2013 roku liczyła 327 mieszkańców.